# Tjärö
 Ikke at forveksle med Tjärnö.
Tjärö er en ø i Tjäröfjorden (nær Bräkne-Hoby, Ronneby kommun) i Karlshamns kommun i Blekinge i Sverige. På Tjärö er der blandt andet vandrehjem og båd- og kanoudlejning. Der går båd til Tjärö fra Järnavik. Tjärö befolkedes i 1600-tallet. 

## Tjärö naturreservat
På øen ligger Tjärö naturreservat, som består af et græsmarker og småskove på halvøen Kalven, hvor der findes flere sjældne planter. Her er også en bestand af springfrøer (Rana dalmatina).. Øen ligger i Biosfæreområdet Blekinge Arkipelag.

## Billedgalleri
- Hus med servering på Tjärö
- Udsigt fra serveringen på Tjärö